# Habitatges al camí del Mig (Sant Joan Despí)
El Camí del Mig és un carrer del municipi de Sant Joan Despí (Baix Llobregat) que conté diversos edificis inclosos en l'Inventari del Patrimoni Arquitectònic de Catalunya.

## Descripció
Part d'aquest carrer el formen cases de planta baixa i pis. Se'n conserven la majoria. Destaquen principalment les de la banda esquerra, en la qual només hi ha dos blocs d'habitatges plurifamiliars de nova planta construïts recentment. Aquest carrer fou edificat en bona part per Josep Maria Jujol. El conjunt més important que formava el carrer fent cantonada amb el carrer Mossèn Cinto Verdaguer, on hi ha ara dos blocs d'habitatges, era fet per Jujol.